# Микенская керамика

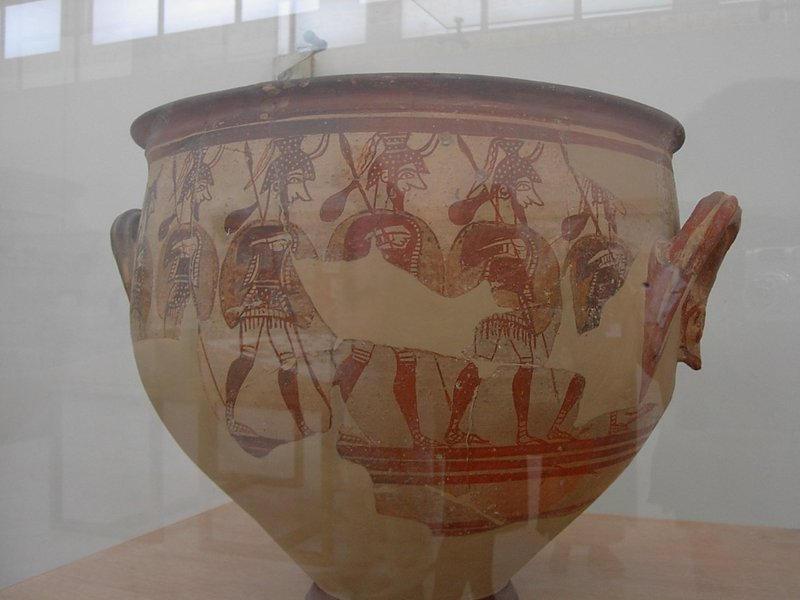
Микенский кратер

Микенская керамика — тип вазописи Древней Греции, созданной в микенский период. На территории материковой Греции вытесняет реликты минийской керамики и минойскую керамику (последнюю также на Кикладах).
Археологи делят данную вазопись на несколько стилистических этапов, примерно соответствующих историческим периодам, однако частично накладывающихся друг на друга:
- позднеэлладская керамика I—IIA (ca. 1675/1650—1490/1470 B.C.)
- позднеэлладская керамика IIB—IIIA1 (ca. 1490/1470—1390/1370 B.C.)
- позднеэлладская керамика IIIA2—B (ca. 1390/1370−1190 B.C.)
- позднеэлладская керамика IIIC (ca. 1190—1050 B.C.).

После дорийского вторжения XI века до н. э. большинство культурных достижений микенского периода утрачены, микенскую керамику вытесняет субмикенская, практически лишённая орнаментальных элементов.